# Проблесковый маячок

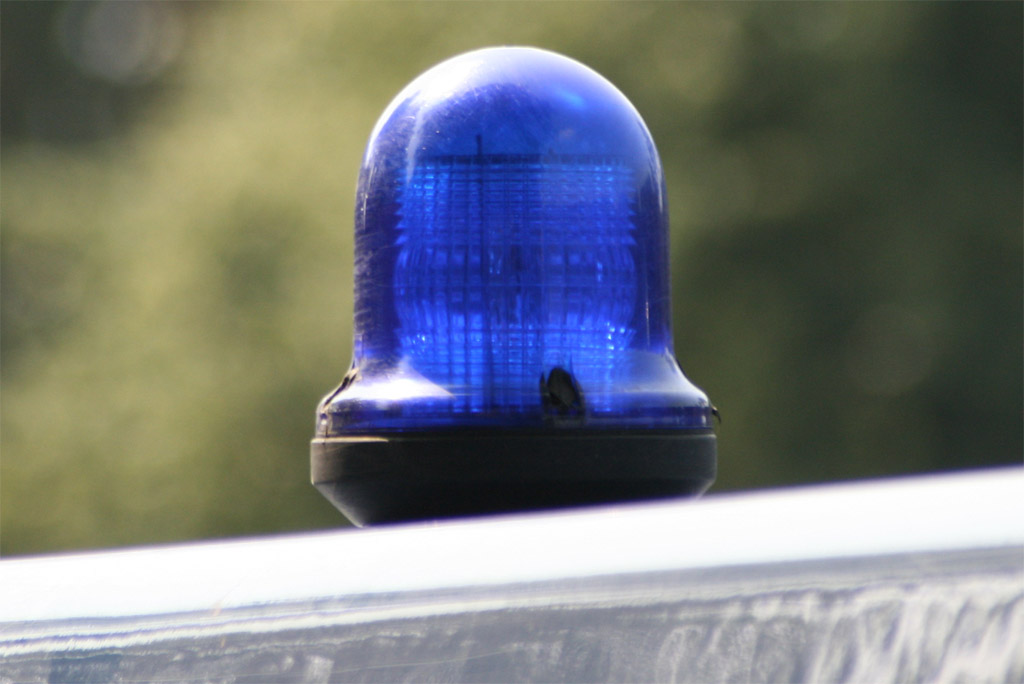
Проблесковый маячок. Традиционный вид.

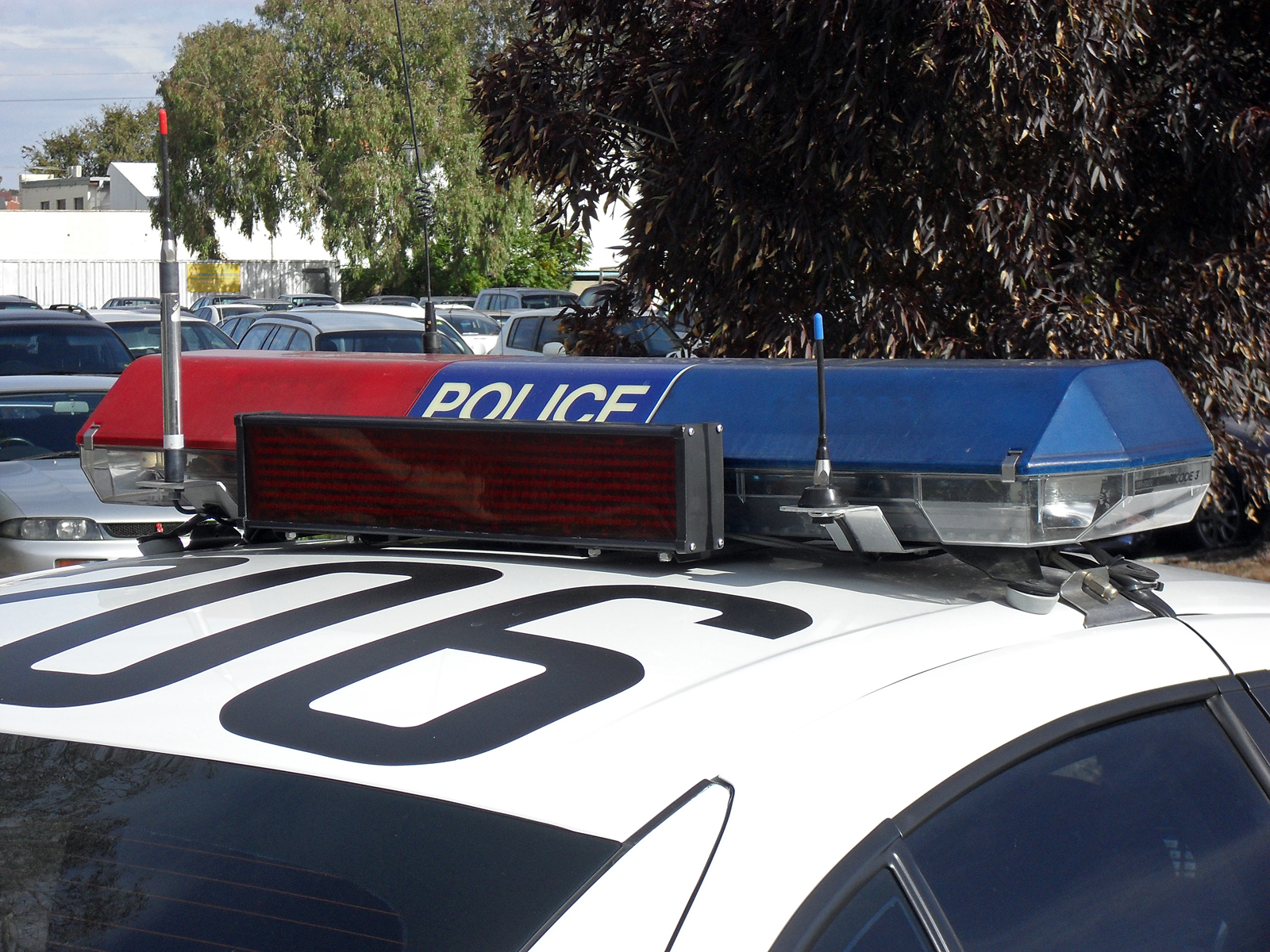
Красно-синие проблесковые маячки

Проблеско́вый маячо́к (специа́льный светово́й сигна́л), также спецсигнал, мигалка — мигающий светосигнальный прибор на крыше автомобиля, информирующий о его специальном статусе. Может дополняться СГУ (устройством для подачи специальных звуковых сигналов). На международном уровне установлено для специальных предупреждающих огней испускание прерывистого света синего, красного или автожёлтого цвета. Синие и красные маячки принадлежат оперативным службам, оранжевые/жёлтые — машинам, перевозящим опасные грузы, обслуживающим дорогу, негабаритным, постоянно перевозящим детей. Вне дорожного движения (в автогонках, на аэродромах, в полевых работах) жёлтые маячки могут использоваться для привлечения внимания к машине.
В Евразийском экономическом союзе транспортные средства оперативных и специальных служб оснащаются специальными световыми и звуковыми сигналами в порядке, установленном в национальном законодательстве. При этом технические требования устанавливаются ТР ТС 018/2011 «О безопасности колёсных транспортных средств».
В России транспортные средства пожарной охраны, полиции, скорой медицинской помощи, аварийно-спасательных служб, военной автомобильной инспекции, военной полиции Вооружённых Сил Российской Федерации, следственных органов Следственного комитета Российской Федерации, используемые для осуществления неотложных действий по защите жизни и здоровья граждан, должны иметь нанесённые на наружную поверхность специальные цветографические схемы, а также устройства для подачи специальных световых и звуковых сигналов, оборудование, необходимое для выполнения задач, возложенных на оперативные службы.
Световой сигнал в виде вспышек голубого света используется для опознавания наземных санитарно-транспортных средств, санитарных судов и плавучих средств в рамках международных вооружённых конфликтов. При этом использование таких сигналов другими наземными транспортными средствами, судами и плавучими средствами не запрещается.
Проблесковые огни синего и жёлтого цвета, устанавливаемые на автотранспортных средствах аэропортов являются заградительными огнями.

## История
Первые проблесковые маячки появились на автомобилях спецслужб на Западе в 1940-е годы. В частности на полицейских автомобилях в США применялся большой красный мигающий фонарь, который мог устанавливаться как на крышу, так и на крыло автомобиля.
В СССР первые проблесковые маячки появились в 1960-х годах. Первое время на пожарных автомобилях и автомобилях скорой помощи они были оранжевого цвета. В 1970-80-е годы кроме маячков советского производства использовались проблесковые маячки производства ГДР (VEB FER), ПНР («Elektra») и ЧССР, в частности фирмы «Tesla», модель AZD-500, довольно крупные по размеру, имевшие оригинальную цилиндрическую форму, они были достаточно яркими и заметными. На автомобилях ГАИ в 1980-х годах число маячков могло достигать трёх: один на сигнально-громкоговорящей установке и два по бокам, причём, кроме красных и синих, на автомобилях ГАИ сопровождения, замыкающих транспортную колонну, применялись маячки зелёного цвета.

## Устройство

Устройство проблескового маячка

Проблесковый маячок по конструкции может быть стационарным, съёмным, а также может быть вмонтирован в сигнальные балки. Установка проблесковых маячков производится на самом видном месте, обычно это крыша. Вре́менное крепление маячка осуществляется с помощью магнита, стационарно маячок крепится винтами к крыше (кабины или кузова) автомобиля. Согласно Правилам допуска транспортных средств, не допускается установка проблескового маячка внутри салона.
Плафон устройства изготавливается из ударопрочного поликарбоната. Обычно применяется материал, устойчивый к воздействию ультрафиолетового излучения.
Светоизлучающие устройства могут быть самыми разными — лампа накаливания с вращающимся рефлектором, ксеноновая лампа-вспышка, матрица светодиодов. В дополнение к маячку на автомобиле могут мигать фары.

## Виды спецсигналов
- Проблесковый маячок: с ротаторным механизмом, с газоразрядной лампой (импульсный), со светодиодами или с LED-матрицей (светодиодный)
- Сигнальная громко-говорящая установка
- Светосигнальная балка (иногда: комплекс из проблесковых маячков) — СП/СУ Бывают: с ротаторными механизмами, с газоразрядными лампами, со светодиодами или с LED-матрицами
- Светосигнальная громко-говорящая установка — комплекс звуковой и световой сигнальной системы
- «Бегущая строка»
- Стробоскопы (импульсно-мигающие газоразрядные лампы в цветном или прозрачном корпусе)
- Паш-бамперы (англ. Push-bumper) — металлическая конструкция, крепление которой происходит на переднем обвесе и решётке радиатора. На паш-бамперах устанавливаются светодиодные модули красного/синего/белого/оранжевого цвета
- Фары-вспышки (функция поочерёдного мигания фар автомобиля «право-лево»)

### Цвет огней в России
- Синий — при наличии специальных цветографических схем на наружной поверхности транспортных средств оборудуются: транспортные средства пожарной охраны, полиции, скорой медицинской помощи, аварийно-спасательных служб, военной автомобильной инспекции, военной полиции Вооружённых Сил Российской Федерации, войск национальной гвардии Российской Федерации, следственных органов Следственного комитета Российской Федерации, Федеральной службы безопасности Российской Федерации, используемые для осуществления неотложных действий по защите жизни и здоровья граждан; специальные оперативно-служебные транспортные средства уголовно-исполнительной системы для перевозки лиц, находящихся под стражей. При отсутствии специальных цветографических схем на наружной поверхности транспортных средств устанавливаются на транспортные средства, обслуживающие лиц, которым предоставляется государственная охрана, и лиц, в отношении которых приняты меры государственной защиты. Указанные устройства могут устанавливаться на транспортные средства в иных случаях, предусмотренных Указом Президента Российской Федерации.
- Красный — в дополнение к синему может устанавливаться на автомобили ГАИ, ФСО, ФСБ и ВАИ Российской Федерации .
- Зелёный — в СССР в 1980-х годах ставился как один из двух или более проблесковых маячков на автомобиль, замыкающий колонну сопровождения. Первый автомобиль колонны должен был иметь один красный маячок из двух или более установленных проблесковых маячков[8]. В начале 1990-х заменён на красный. На Украине он остался в таком назначении.
- Оранжевый (жёлтый) — устанавливается на:
  - транспорт коммунальных служб;
  - автомобили, перевозящие опасные или негабаритные грузы;
  - автомобили, сопровождающие ТС, перевозящие опасные или негабаритные грузы;
  - автобусы, перевозящие детей.
- Лунно-белый — устанавливается на инкассаторские автомобили, автомобили почты России и используется для привлечения внимания при нападении.

Устанавливаемые проблесковые маячки должны соответствовать ГОСТ Р 50574-2002 и правилам ЕЭК ООН N 65.

### Цвет огней в США
В США цвета проблесковых маячков не государственно стандартизированы, в основном штат определяет их цвета. Цвета и их назначение приведённые ниже является распространёнными во многих штатах.
- Красный — устанавливается на транспортные средства скорой медицинской помощи, пожарной охраны, и на автомобили правоохранительных органов, в том числе департаментов шерифа и полиции.
- Синий — в дополнение к красному или без него часто устанавливается на автомобили правоохранительных органов, а также в некоторых штатах на транспортные средства пожарной охраны в дополнение к красному. Синие маячки без красного маячка также могут устанавливаться на автомобилях пожарных-добровольцев, а также на снегоуборочной технике.
- Оранжевый (жёлтый) — устанавливается на:
  - дорожно-уборочную технику;
  - снегоуборочную технику;
  - эвакуаторы;
  - автомобили сопровождающие ТС, перевозящие негабаритные грузы;
  - автомобили частных охранных предприятий;
- Зелёный — В некоторых штатах на автомобили скорой помощи в дополнении к жёлтому ставится зелёный маячок. Также зелёный маячок может устанавливаться на автомобилях пожарных-добровольцев (в некоторых штатах), службы лесной безопасности и сервисной службы зоопарка.
- Белый — устанавливается на автомобили правоохранительных органов в дополнении к красному и (или) синему маячку и включается во время остановки ТС для лучшей видимости остановленного ТС.

## Преимущества автомобилей с установленными проблесковыми маячками
Автомобилю с включённым проблесковым маячком и специальным звуковым сигналом правилами дорожного движения всех стран сделаны ряд исключений из общих правил дорожного движения, — в частности даётся право игнорировать сигналы светофора (если это будет безопасно и не создаст аварийную ситуацию для других участников дорожного движения). Игнорировать сигналы регулировщика водитель автомобиля с включённым спецсигналом права не имеет. (В такой ситуации регулировщик обязан создать преимущество для проезда спецавтомобилю следующему с включёнными спецсигналами.)
При приближении транспортных средств с включённым проблесковым маячком синего цвета и специальным звуковым сигналом водители должны уступить дорогу для обеспечения беспрепятственного проезда этих транспортных средств.
Если в дополнение к синему, включён маячок красного цвета, то водители обязаны уступить дорогу и сопровождаемым транспортным средствам.
Требование уступить дорогу означает, согласно действующим в России правилам дорожного движения, что участник движения не должен «начинать, возобновлять или продолжать движение, осуществлять какой-либо манёвр, если это может вынудить других участников движения, имеющих по отношению к нему преимущество, изменить направление движения или скорость».
Водители транспортных средств и машин дорожно-эксплуатационных служб с включённым проблесковым маячком оранжевого цвета в процессе выполнения работы на дороге имеют право отступать от общих требований дорожных знаков и разметки, а также некоторых пунктов Правил при условии обеспечения безопасности движения. Другие водители не имеют права препятствовать их работе. Это единственная привилегия оранжевых маячков. Преимущества в движении такой маячок не даёт, а выполняет исключительно сигнальные функции — предупреждения других водителей об опасности носителя такого маячка.

## Ответственность водителей в России
Непредоставление преимущества в движении транспортному средству, имеющему нанесённые на наружные поверхности специальные цветографические схемы, надписи и обозначения, с одновременно включённым проблесковым маячком синего цвета и специальным звуковым сигналом — карается штрафом или лишением прав на определённый срок. Например, в Российской Федерации штрафом в 2500 рублей или лишением прав на срок от 1 до 3 месяцев (с 1 Марта 2015 года: санкции могут отличаться в зависимости от субъекта).
Относительно недавно Уголовный кодекс (УК) РФ дополнен новой статьёй, по которой «воспрепятствование в какой бы то ни было форме законной деятельности медицинского работника по оказанию медицинской помощи», если это деяние повлекло по неосторожности причинение тяжкого вреда здоровью пациента или его смерть, может повлечь за собой максимальное наказание до двух лет лишения свободы в первом случае, до четырёх лет — во втором. Отказ от пропуска или создание помех собственным автомобилем для кареты скорой помощи также трактуется как воспрепятствование.
Водитель может освобождаться от ответственности за непредоставление преимущества спецтранспорту, следующему с включёнными спецсигналами, лишь в случае, когда выполнение предоставления такого преимущества невозможно физически, например, в условиях затора на дороге.

## Законодательное регулирование использования специальных сигналов в России

### XIX век
18 декабря 1836 г. вышло постановление Сената: «Запретить употребление колокольчиков всем тем, которые едут на собственных или вольнонаёмных лошадях, предоставив оные одной почтовой гоньбе и чиновникам земской полиции, едущим по обязанностям службы».

### 1996—1997
Постановлением Правительства Российской Федерации от 8 января 1996 года № 3 был утверждён перечень органов государственной власти и организаций, должностные лица которых обслуживаются автотранспортом, оборудованным специальными световыми и звуковыми сигналами, без специальной цветографической окраски (постановлением Правительства Российской Федерации от 4 февраля 1997 г. № 138 перечень изложен в новой редакции).
Перечень содержал наименования органов государственной власти и организаций и количество автомобилей, подлежащих оборудованию специальными световыми и звуковыми сигналами.
Количество автотранспорта МВД России, ФСБ России, ГУО России и Службы безопасности Президента Российской Федерации, подлежащего оборудованию специальными световыми и звуковыми сигналами, определялось руководством этих органов.
Было установлено, что автотранспорт, на котором установлены особые государственные регистрационные знаки, за исключением автомобилей, обслуживающих должностных лиц, являющихся объектами государственной охраны, членов Правительства Российской Федерации, а также руководителей органов, осуществляющих оперативно-розыскную деятельность, не подлежит оборудованию специальными световыми и звуковыми сигналами.

### 1997—2000
Постановлением Правительства Российской Федерации от 4 февраля 1997 года № 138 были утверждены перечень должностных лиц органов государственной власти и организаций, обслуживаемых автотранспортом с особыми государственными регистрационными знаками, оборудованным специальными световыми сигналами (проблесковыми маячками) и звуковыми сигналами и перечень органов государственной власти и организаций, автотранспорт которых при отсутствии специальной цветографической окраски может оборудоваться специальными световыми сигналами (проблесковыми маячками) и звуковыми сигналами (оба перечня утратили силу постановлением Правительства Российской Федерации от 4 января 2000 г. № 2).
Первый перечень содержал названия должностей, за которыми закреплялся автотранспорт с особыми государственными регистрационными номерами, оборудованный специальными световыми и звуковыми сигналами (этими сигналами оборудовались не все автомобили с особыми государственными регистрационными номерами), а второй — наименования органов государственной власти и организаций и количество автомобилей, подлежащих оборудованию специальными световыми и звуковыми сигналами сверх первого перечня.
Перечень должностных лиц органов государственной власти и организаций, обслуживаемых автотранспортом с особыми государственными регистрационными знаками, оборудованным специальными световыми сигналами (проблесковыми маячками) и звуковыми сигналами:
Количество автомобилей МВД России, ФСБ России и ФСО России, подлежащих оборудованию специальными световыми и звуковыми сигналами, определялось руководством этих органов.

### 2000—2004
Постановлением Правительства Российской Федерации от 4 января 2000 года № 2 были утверждены перечень должностных лиц органов государственной власти и организаций, на служебные легковые автомобили которых разрешена установка специальных сигналов (постановлением Правительства Российской Федерации от 23 января 2002 г. № 35 утверждён в новой редакции) и перечень федеральных органов исполнительной власти и организаций, на транспортные средства которых разрешена установка специальных сигналов при отсутствии специальных цветографических схем на наружных поверхностях этих средств (оба перечня утратили силу постановлением Правительства Российской Федерации от 17 сентября 2004 г. № 482).
Первый перечень содержал названия должностей, за которыми закреплялся автотранспорт с особыми государственными регистрационными номерами, оборудованный специальными световыми и звуковыми сигналами (этими сигналами оборудовались не все автомобили с особыми государственными регистрационными номерами), а второй — наименования органов государственной власти и организаций и количество автомобилей, подлежащих оборудованию специальными световыми и звуковыми сигналами сверх первого перечня.
Перечень должностных лиц органов государственной власти и организаций, на служебные легковые автомобили которых разрешена установка специальных сигналов, утверждённый постановлением Правительства Российской Федерации от 4 января 2000 г. № 2 (постановлением Правительства Российской Федерации от 23 января 2002 г. № 35 утверждён в новой редакции):

### 2004—2006
Постановлением Правительства Российской Федерации от 17 сентября 2004 г. № 482 были утверждены перечень должностных лиц органов государственной власти и организаций, на служебные легковые автомобили которых разрешена установка специальных сигналов и перечень федеральных органов исполнительной власти и организаций, на транспортные средства которых разрешена установка специальных сигналов при отсутствии специальных цветографических схем на наружных поверхностях этих средств (оба перечня утратили силу постановлением Правительства Российской Федерации от 1 декабря 2006 г. № 737).
Первый перечень содержал названия должностей, за которыми закреплялся автотранспорт с особыми государственными регистрационными номерами, оборудованный специальными световыми и звуковыми сигналами (этими сигналами оборудовались не все автомобили с особыми государственными регистрационными номерами), а второй — наименования органов государственной власти и организаций и количество автомобилей, подлежащих оборудованию специальными световыми и звуковыми сигналами сверх первого перечня.

### 2006—2008
Постановлением Правительства Российской Федерации от 1 декабря 2006 г. № 737 был утверждён перечень государственных органов, на транспортные средства которых устанавливаются устройства для подачи специальных световых и звуковых сигналов при отсутствии специальных цветографических схем на наружной поверхности этих транспортных средств (постановлением Правительства Российской Федерации от 15 июля 2008 г. № 539 перечень изложен в новой редакции).
Поскольку постановлением Правительства Российской Федерации от 1 декабря 2006 г. № 737 особые государственные регистрационные номера были отменены, новый перечень включал только наименования государственных органов и количество автомобилей, подлежащих оборудованию специальными световыми и звуковыми сигналами. Должностные лица, пользующиеся этими автомобилями, определялись руководителями указанных органов.

### 2008—2012 гг.
Постановлением Правительства Российской Федерации от 15 июля 2008 г. № 539 был утверждён перечень государственных органов, на транспортные средства которых устанавливаются устройства для подачи специальных световых и звуковых сигналов при отсутствии специальных цветографических схем на наружной поверхности этих транспортных средств (Указом Президента Российской Федерации от 19 мая 2012 г. № 635, вступившим в силу с 1 июля 2012 г., утверждён новый перечень).
Перечень включал только наименования государственных органов и количество автомобилей, подлежащих оборудованию специальными световыми и звуковыми сигналами. Должностные лица, пользующиеся этими автомобилями, определялись руководителями указанных органов.

### С 2012 года
Указом Президента Российской Федерации от 19 мая 2012 г. № 635 (вступил в силу с 1 июля 2012 г.) был утверждён перечень государственных органов, на транспортные средства которых устанавливаются устройства для подачи специальных световых и звуковых сигналов при отсутствии специальных цветографических схем на наружной поверхности этих транспортных средств.
Перечень включает только наименования государственных органов и количество автомобилей, подлежащих оборудованию специальными световыми и звуковыми сигналами. Должностные лица, пользующиеся этими автомобилями, определяются руководителями указанных органов.

## Злоупотребление специальными сигналами в России
Проблесковый маячок крайне полезен в случаях, когда необходимо быстрое передвижение автомобилей по дорогам, в первую очередь это касается автомобилей экстренных служб (пожарная, спасательные службы, полиция, скорая помощь…). Иногда перемещение данных автомобилей происходит в условиях затруднённого движения («пробка»). Маячок, установленный на автомобилях экстренных служб, существенно сокращает время в пути, а ведь от этого порой зависит жизнь и здоровье людей. Но если маячков на дороге слишком много, это существенно затрудняет движение, что негативно отражается на настроениях всех участников дорожного движения. Если к машинам экстренных служб большинство участников дорожного движения относятся с пониманием, то отношение к маячкам, установленным на иных машинах, крайне негативное: «…Это „неприкасаемые“ водители с мигалкой, волшебной бумажкой, ксивой, корочкой, телефоном нужного человека. Наказать их практически невозможно, как показывает практика. Гаишники не могут с ними ничего сделать, и беспредел со стороны „меченой власти“ только растёт».
Постановлением Правительства России от 1 декабря 2006 года № 737 «О специальных световых и звуковых сигналах» количество спецсигналов, установленных на автомобили, не принадлежащих экстренным службам, ограничивается 967 штуками. Реальное же количество ездящих по России «мигалок» превышает эту квоту как минимум на 20 %.
Сергей Шойгу утверждал, что проблема со спецсигналами связана с существованием структур «параллельных МЧС».
В результате идёт процесс лишения спецсигналов и спецокраски муниципальной и ведомственной пожарной охраны.

### Общественные акции
В конце 2009 года газетой «Ведомости» и радиостанцией «Серебряный дождь» была организована акция «Охота на мигалки».
По условиям акции, любой желающий мог сфотографировать автомобиль неэкстренных служб с установленным проблесковым маячком и отправить эту фотографию в редакцию. Непременным условием было то, что на фотографии должен быть читаемый номерной регистрационный знак. После подсчёта номеров будет объявлено количество установленных сверх положенных по закону проблесковых маячков. По состоянию на апрель 2010 года их было 1201. Итогом акции стало открытое письмо министру МВД Нургалиеву.
На что был получен ответ от главного государственного инспектора безопасности дорожного движения России Виктора Кирьянова.
Газету «Ведомости» не устроил ответ главного государственного инспектора безопасности дорожного движения России Виктора Кирьянова о том, что часть сфотографированных автомобилей действительно незаконно используют спецсигналы и их владельцы будут наказаны. «Ведомости» направили повторный запрос в МВД с просьбой раскрыть полный список нарушителей, незаконно пользующихся проблесковыми маячками. И попросили объяснить, почему в некоторых регионах — Санкт-Петербурге, Московской области, Хабаровском крае и Чеченской Республике оказалось так много автомобилей со спецсигналами. По постановлению в регионах могут быть только две машины с мигалками — губернатора и главы законодательного собрания.
Количество нафотографированных мигалок на 15 июня 2010 года составило ровно 1300 штук.
В апреле 2010 года было создано Общество Синих Ведёрок, цель которого — посредством флешмоб-акций привлечь внимание общественности к проблеме незаконного использования проблесковых маячков водителями машин неэкстренных служб. Каждому, кто хочет присоединиться к Обществу, предлагается установить на крыше своего автомобиля ведро синего цвета, своей геометрией напоминающее проблесковый маячок.

### Резонансные случаи
- 12 октября 2009 — ДТП на встречной полосе с машиной из кортежа губернатора Санкт-Петербурга Матвиенко (Audi A8, госномер А005АА98). Номера с машины кортежа водитель снимал прямо во время съёмки, которую вели другие участники ДТП[20].
- 31 марта 2010 г. — В Москве, на ул. Смоленская, автомобиль BMW (BMW 745Li грнз: A039MP97) с проблесковым маячком, закреплённый за советником Президента Шевченко, выехал на встречную полосу[21][22][23].
- 18 мая 2010 г. — Автомобиль Mercedes S600 с государственным номером А505МР97, принадлежавший представительству Дагестана, пересёк двойную сплошную и столкнулся на встречной полосе с BMW. Обошлось без жертв и пострадавших. Водитель Мерседеса был признан виновником аварии[24].
- 20 мая 2010 г. — Автомобиль Volvo S60 А373МР97 (по предположению в блоге «Антимигалки» — ведомственная принадлежность МЧС[25]) с мигалкой столкнулся с Citroen C4. Водитель Volvo попытался скрутить номера[26].
- Кинорежиссёр Никита Михалков незаконно использовал автомобиль с мигалкой[27][28]. В связи со скандалом Н. Михалкова стали называть в народе «Мига́лковым».

## Проблесковые маячки вне дорожного движения
- Автогонки — жёлтые маячки используются для привлечения внимания к обслуживающим машинам: медицинским, эвакуаторам, сейфти-карам и прочим.
- Аэродромные машины — маячки применяются для повышения заметности машин (топливозаправщиков, «Follow me», аэродромных автобусов и других) на лётном поле.
- Сельскохозяйственные комбайны — проблесковые маячки жёлтого(оранжевого) цвета включаются для информирования водителей грузовых автомобилей, занятых отвозом сельхозпродукции о том, что у комбайна заполнен бункер и он нуждается в выгрузке собранной сельхозпродукции в транспортный автомобиль.
- Уборочная или грузовая техника внутри складов/помещений/ангаров